# Weltersberg (Pfälzerwald)
Der Weltersberg ist ein 486,2 m ü. NHN hoher Berg im Pfälzerwald.

## Geographie

### Lage
Der Weltersberg befindet sich auf der Gemarkung der Ortsgemeinde Elmstein. An seinem Südfuß verläuft der Speyerbach und besitzt eine ausgeprägte Nord-Süd-Ausdehnung. An seiner Nordflanke entspringt der Weltersbach, der anschließend bis zu seiner Mündung in den Speyerbach durchgehend entlang der Ostflanke vorbeifließt. Entlang seiner Westflanke verläuft der Mückenbach. Nächstgelegene Siedlung ist der Elmsteiner Ortsteil Mückenwiese beim Südwestfuß.
Benachbarte Berge sind der Riesenberg (517,4 m ü. NHN) und Leiterberg (506 m ü. NHN) im Nordwesten, der Hohe Oselkopf (497,7 m ü. NHN) im Nordosten, der Niedere Oselkopf (428 m ü. NHN) im Südosten, das Klaffeneck im Süden sowie der Mückenberg  (516 m ü. NHN) im Nordwesten, wodurch er lediglich eine geringe Dominanz besitzt.

### Naturräumliche Zuordnung
1. Großregion 1. Ordnung: Schichtstufenland beiderseits des Oberrheingrabens
2. Großregion 2. Ordnung: Pfälzisch-saarländisches Schichtstufenland
3. Großregion 3. Ordnung: Pfälzerwald
4. Region 4. Ordnung (Haupteinheit): Mittlerer Pfälzerwald
5. Region 5. Ordnung: Frankenweide

## Kultur
An seinem Südostfuß befindet sich der Ritterstein 109, der auf den Eingang des Welterstales verweist; dabei handelt es sich um eine in den Felsen gehauene Inschrift.

## Verkehr
Entlang seines Südfußes verläuft die Landesstraße 499.

## Tourismus
Über den Berg führt ein Wanderweg, der mit einem blau-gelben Balken gekennzeichnet und von Lauterecken nach Sankt Germanshof verläuft.

## Wirtschaft
Der Weltersberg ist Bestandteil des Staatsforst Johanniskreuz.